# 薛貝尼克-傑藍尼斯國家公園
41°10′0″N 20°30′0″E / 41.16667°N 20.50000°E

薛貝尼克-傑藍尼斯國家公園是阿爾巴尼亞的國家公園，位於該國東部，成立於2008年5月21日，面積339.3平方公里，有棕熊、狼、巴爾幹猞猁等野生動物棲息。